# Törn (See)
Der Törn ist ein See in Småland in Schweden, welcher sich südwestlich von Emmaboda bis fast nach Vissefjärda mit vielen kleinen Seitenarmen erstreckt. Er entwässert in den Linneforsån, ein Zufluss des Lyckebyån, der bei Karlskrona in die Ostsee mündet. Der See dient auch als Wasserspeicher für die Gemeinde Karlskrona.